# Carlo Francesco Dotti
Pour les articles homonymes, voir Dotti.

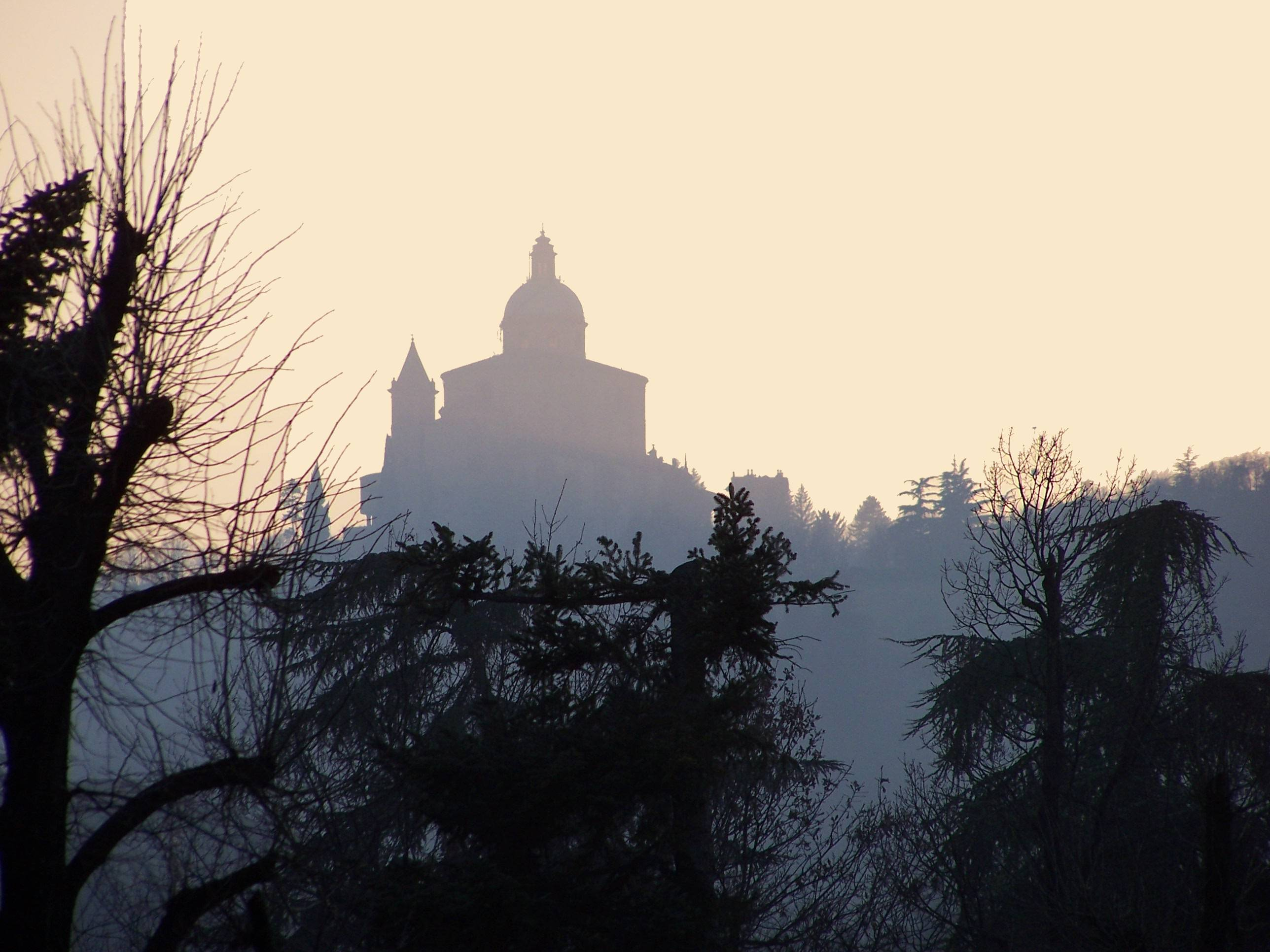
Sanctuaire de San Luca

Carlo Francesco Dotti (né en 1670 à Cernobbio et mort à Bologne en 1759) fut un architecte italien du XVIIIe siècle. Il pratiqua son art à Bologne.

## Biographie
Carlo Francesco Dotti est né dans la diocèse de Côme en 1669.
Fils et petit-fils d'architecte, il apprit le métier par l'intermédiaire de son père Giovanni Paolo Dotti. Il a très peu voyagé. Il se rendit une seule fois à Rome en 1726.
Sa formation est le fruit d'études de textes, surtout de ceux de Ferdinando Galli da Bibiena.
Jusqu'à l'âge de 40 ans, il a été surtout occupé par son métier de chef de chantier et dans l'onéreuse charge d' architecte du sénat. En outre, à cette période il n'y avait pas de travaux importants à Bologne. Dotti eut la chance d'être protégé par la famille Monti qui lui permit de construire l' Arco del Meloncello et le Sanctuaire de la Madone de San Luca, ainsi que la restauration de la Basilique San Domenico (Bologne). Ces réalisations furent réalisées dans un laps de temps limité (dix ans). Par conséquent vers l'année 1740 son activité de prestige s'acheva. Il continua à œuvrer pendant une trentaine d'années sans réussir de réalisations remarquables.

## Principaux travaux
- Sanctuaire Madonna di San Luca, 1723 - 1757 (Bologne).
- Restauration Basilique San Domenico (Bologne), 1728 - 1732.
- Salle de lecture bibliothèque universitaire de Bologne.
- Palazzo Agucchi, devenu palais Bosdari, Bologne.
- Palazzo Monti, devenu palais Salina, Bologne.
- Palazzo Poggi, Bologne.
- Projet pour le grand escalier du palais Davia Bargellini, Bologne.
- Dessin pour la colonne de l'immaculée, place Malpighi, Bologne.
- Arco del Meloncello, 1732, Bologne.
- Église paroissiale de S. Giovanni, Minerbio.
- Restauration du Temple Malatesta, Rimini.